# Avvelenamento da tallio
L' avvelenamento da tallio è una condizione clinica caratterizzata dall'assunzione acuta o cronica di tallio.

## Utilizzo del tallio e metodi di intossicazione
Il tallio solitamente viene impiegato soprattutto come componente per produrre insetticidi, fuochi di artificio, oppure per esami cardiologici.
Essendo nocivo per l'organismo non deve essere ingerito.
Fu spesso usato in passato per perpetrare omicidi, fino a quando non ne vennero compresi gli effetti e non ne venne individuato un antidoto, il ferrocianuro ferrico noto anche come Blu di Prussia. La scrittrice inglese Agatha Christie ne fece l'arma del delitto in uno dei suoi romanzi (Un cavallo per la strega), traendo l'idea dalla sua esperienza di farmacista.
Diversi i casi di cronaca criminale più noti di avvelenamenti effettuati con il tallio: dalla criminale austriaca Martha Marek negli anni trenta del Novecento a Mattia del Zotto, italiano, che nel 2017 ha avvelenato sette persone provocando la morte di tre.
Taluni avanzano l'ipotesi che il guru indiano Osho Rajneesh sia stato avvelenato con il tallio durante la permanenza in un carcere federale statunitense a causa di reati relativi all'immigrazione. Questa ipotesi fu sostenuta dal medico di Osho e da alcuni esami di laboratorio effettuati a Londra.
In Unione Sovietica e in Russia il tallio fu una delle sostanze usate per eliminare gli oppositori, ad esempio fu la causa della morte del giornalista e parlamentare Jurij Ščekočichin.

## Sintomatologia

### Iniziali
I sintomi e i segni clinici comprendono inizialmente nausea, vomito, tachicardia, febbre, diarrea, dolore addominale.

### Tardivi
Le manifestazioni peggiorano con il protrarsi del tempo e ritroviamo: atassia, alopecia, coreoatetosi e coma.

## Eziologia
L'avvelenamento può avvenire tramite ingestione o inalazione del tallio.

## Trattamento
Il trattamento prevede l'immediata decontaminazione gastrointestinale attraverso l'impiego di lassativi e, nei casi più urgenti, la lavanda gastrica. Terapia alternativa è imporre la diuresi alla persona attraverso l'impiego di furosemide, cui segue l'emodialisi. Chelante del tallio è il blu di Prussia.